# 烤串

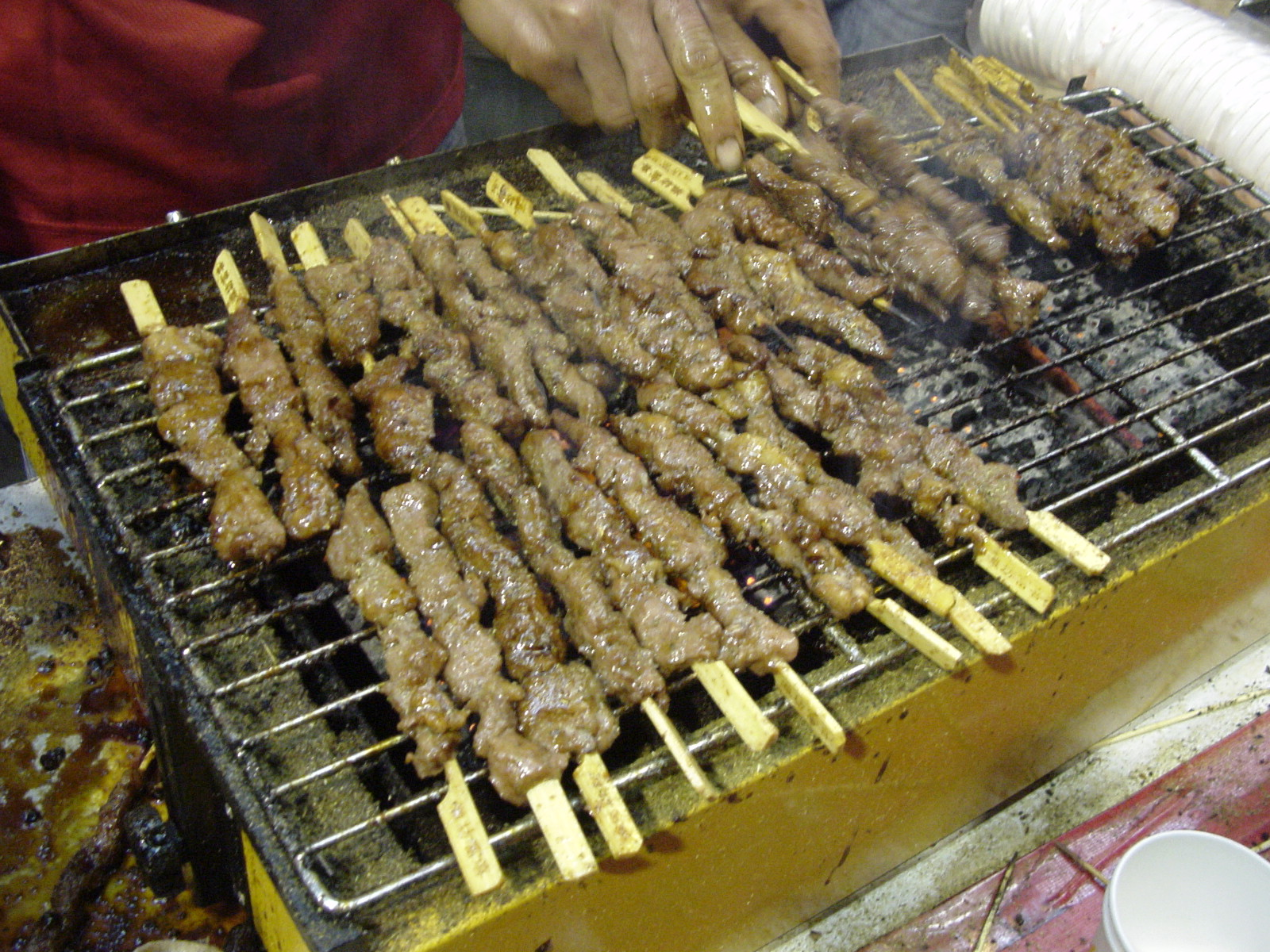
烤羊肉串

烤串，或称烤串儿、串燒，指将肉类、蔬菜等食材用签子穿成串后炙烤的烹饪方法，也指通过该方法产生的食物，属于烧烤的一种。烤串在中东、南亚、中亚、地中海、东亚等多地均非常流行。
作为一種起源于中东，後來流傳至南亚及地中海地區，後至全世界的料理。卡博（Kebabı）的意思是在中東一帶燒、煎和烤的肉類料理總稱（不一定是串起來的肉類，主要為雞肉、羊肉、牛肉、駱駝肉，沒有豬肉）。這個詞源於波斯語的（Kebab），意思原指「烤肉」。

## 概要
卡博最典型的調理方式是，將切成四角形的肉串起來。在土耳其，除了最單純的串燒形式，也有搭配酸奶食用的伊斯坎達爾烤肉，還有將各種骨頭上的殘肉屑堆疊固定在棍棒上旋轉燒烤，要吃的時候一片一片薄薄的切下來的沙威瑪（Döner Kebabi）等各種變種版的卡博串。另外也有不用燒烤的形式改用長時間燉煮、炸、蒸的肉類料理被稱作卡博（Kebabı）。

## 世界的普及化

### 東南亞
在19世紀初，大量印度坦米爾人和阿拉伯移民湧入荷屬東印度，這些移民帶來的飲食習慣，結合爪哇和蘇門答臘當地的食材，促使沙嗲在印尼出現。
沙嗲從爪哇傳遍荷屬東印度的各個島嶼後，在不同島嶼的居民，都製作出具有當地特色的沙嗲食品。到19世紀末期，沙嗲已經跨過海峽傳到鄰近的馬來半島，遍及馬來西亞和新加坡，其後更流傳到泰國。
最後，在印尼殖民的荷蘭人也將沙嗲和許多其他的印尼當地美食帶回荷蘭，沙嗲因此被融入荷蘭的菜式，常見於荷蘭酒館的下酒菜。

### 中国大陸

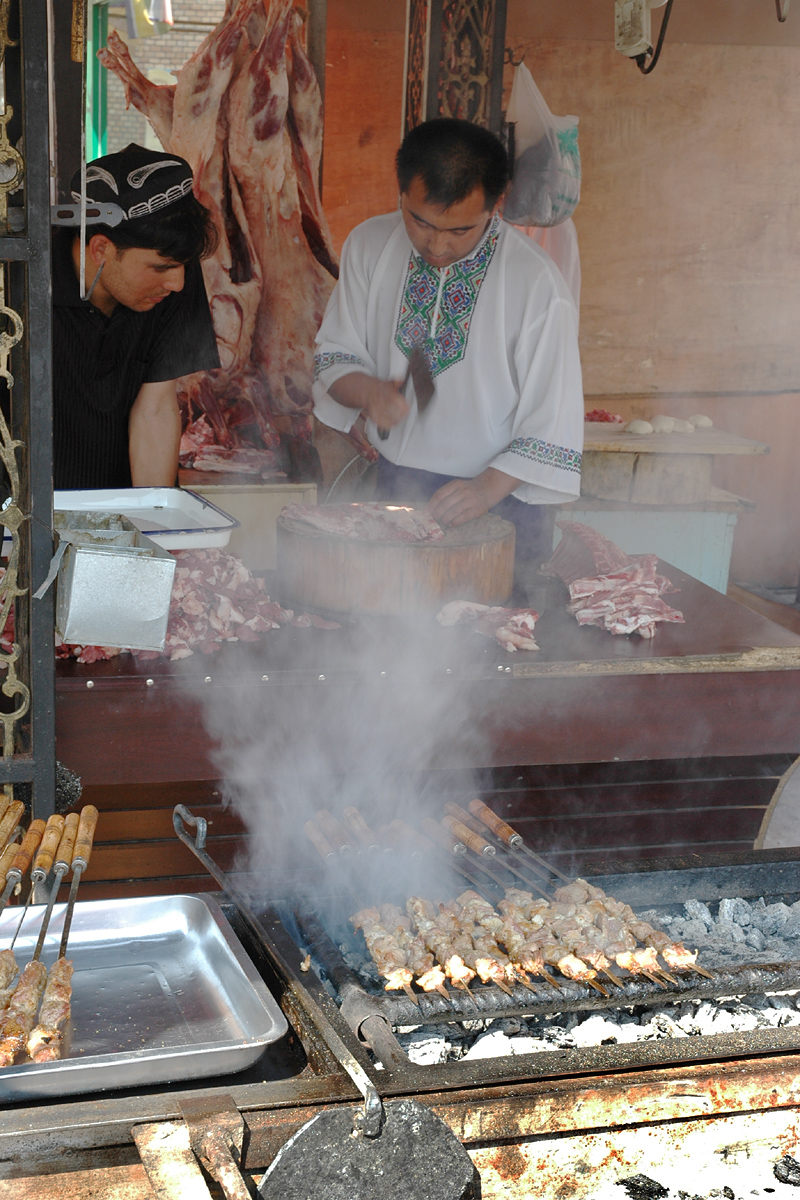
新疆乌鲁木齐街头的烤羊肉串摊位

在中国新疆，烤串音译汉语为“卡瓦普”（维吾尔语：كاۋاپ，拉丁维文：kawap）。1980年代以来，烤串的流行是从新疆传播到各地的。在新疆城市街头，羊肉串作为最常见的烤串品种常被作为烤肉的代名词。多以铁制签子将食材穿成串再进行炭火烤制，当地常见食材主要有烤羊肉、丸子烤肉、烤羊心、烤羊肠、烤板筋、烤羊肝、烤羊排骨、烤馕、烤鱼、烤鹌鹑等。
在中国内地，烤串业者常同时售卖其它类型的烧烤食品，因此烤串常被泛称为烧烤，中式烤串一般是将食材用木制签子串好后在木炭烤炉上炙烤，所用的食材非常丰富，除常见的羊肉、牛肉、猪肉、鸡肉、鱼虾和蔬菜等之外，昆虫、玉米、面筋等也被用于烤串。牛羊肉是烤串的最主要食材，尤其是在中国北方，除了普通肉串，筋类也常被用于烤串。猪肉串在新疆等穆斯林聚居的地区较为少见。禽类除常见的鸡翅、鸡腿之外，鸡胗、鸭胗、鸡心、鸡脖、鸡爪、鸡脆骨等也都是常见的烤串食材。水产品类的烤串，除了烤鱼、烤对虾，还有烤鱿鱼、烤海馬、烤皮皮虾等。一些常见的火锅食材也有被用于烧烤的，如蟹棒、鱼丸、牛丸、鱼豆腐等。素食类的食材包括蔬菜、水果、面食等，常见的有土豆片、茄子、辣椒、金针菇、玉米、馒头片、烤饼、豆腐、豆皮等等。至于一些相对「暗黑」的食材，如蝎子、羊鞭、羊蛋、蚕蛹等也能在某些城市吃到。北方的烤串大多只放盐、孜然、辣椒粉，保留食材原本的香味。而南方的烧烤喜欢在烤肉上刷酱，各地的酱汁配方差异很大，口味繁多。

### 美国
大多流行于喜好小吃美食者。一般为家庭聚会的焦点。好友聚在一起，边烤边吃卡博串，有时会搭配冰啤酒。